# Aetiocetus
Aetiocetus és un gènere extint de cetacis de la família dels etiocètids que visqué fa 25 milions d'anys, durant l'Oligocè.

## Descripció
Aetiocetus és un fòssil de transició entre les balenes antigues i les modernes. El seu espiracle està a la meitat del seu musell en lloc de sobre del cap. És una de les balenes més primitives conegudes. Encara tenia totes les dents, però ja presentava una articulació a la mandíbula que la deixava lliure, igual que les balenes més modernes. Els cranis d'Aetiocetus mostren que no només tenia una dentadura completa, però també barba. Feia més o menys 7,5 m de llarg.

## Distribució
Aetiocetus vivia al nord de l'oceà Pacífic.

## Taxonomia
- Aetiocetus cotylalveus
- Aetiocetus polydentatus
- Aetiocetus tomitai
- Aetiocetus weltoni